# 1896年8月9日日食
1896年8月9日日食为一次在协调世界时1896年8月9日出現的日全食。該次日食食分為1.0392，食甚維持2分43秒。

## 外部連結
- NASA日食專頁（页面存档备份，存于）（英文）